# Métallure à queue d'airain
Metallura aeneocauda
Espèce
Statut de conservation UICN

 LC  : Préoccupation mineure
Statut CITES
La Métallure à queue d'airain (Metallura aeneocauda) est une espèce de colibris de la sous-famille des Lesbiinae et de la tribu des Lesbiini.

## Distribution
La Métallure à queue d'airain est présent au Pérou et en Bolivie.

Carte de répartition de l'espèce